# Chenoderus testaceus
Chenoderus testaceus là một loài bọ cánh cứng trong họ Cerambycidae.